# كاميرون مورتون
كاميرون مورتون (بالإنجليزية: Cameron Morton)‏ هو متسابق بياثل أسترالي، ولد في 30 مارس 1974.

## وصلات خارجية
- كاميرون مورتون على موقع IBU (الإنجليزية)
- كاميرون مورتون على موقع أوليمبيديا (الإنجليزية)
- كاميرون مورتون على موقع اللجنة الأولمبية الأسترالية (الإنجليزية)